# Pesti Színház
A Pesti Színház a Vígszínház kamaraszínháza Budapesten, az V. kerületben található játszóhely 538 néző befogadására képes.

## Épületei
Révay utca 18.
A Vígszínház társulatának kamaraszínháza 1935–1948 között működött az épületben.
Váci utca 9.
A műemlékileg védett klasszicista stílusú épület 1840-ben épült Hild József tervei alapján. Akkoriban az alsó szinten kávéház és vendéglő üzemelt, a felsőbb emeleteken lakásokat alakítottak ki. Ezeket később átépítették, s az épületben a nem túl korszerű Nemzeti Szálló kezdte meg működését.
1902-ben újabb átépítéseket hajtottak végre. A földszintre a Corso mozi – Pick Marcell és Friedman Lajos mozgófénykép-bemutatója került. 1936–37-ben ismételten átalakították, s a mozi ülőhelyeinek számát jelentősen megemelték.
A második világháborúban, Budapest ostroma alatt a ház súlyosan megsérült, szinte teljesen megsemmisült. Renoválására 1945-ben került sor. A moziból hangversenyterem lett Bartók Terem néven – ezt a Muzsika- és Hangversenyrendező Vállalat üzemeltette.
1967 óta a Vígszínház kamaraszínháza működik itt.

## A színház
Társulata megegyezik a Vígszínházéval.
1935–1948 között a Révay u. 18. szám alatt működött a kamaraszínház. 1936 őszétől 1937 februárjáig a színházzal közös irányítás alatt dolgozott a Royal Színház. A ház ekkor a Magyar–Olasz Bank Rt. tulajdonában volt, és a Vígszínház bérbe vette kamaraszínháza számára, Jób Dániel irányításával. Az első években francia bohózatokat és vígjátékokat játszott a színház. A zsidótörvények bevezetése után 1939–1943 között Harsányi Zsolt vette át az igazgatást, majd 1945–1948 között ismét Jób Dániel vezette a színházat. 1948-ban Egri István, a Vígszínház volt főrendezője kapott engedélyt és teljesen új színházat szervezett itt ugyanezen a néven még egy évig.
A Pesti Színház mint a Vígszínház kamaraszínháza 1967-től működik a Váci utca 9. szám alatt. A színházat Gogol: Egy őrült naplója című művének Sylvie Luneau és Roger Coggio által dramatizált változatával nyitották meg 1967. szeptember 30-án. Az előadást Horvai István rendezte, a címszerepet Darvas Iván játszotta.
A Vígszínház kamaraszínháza eleinte bensőségesebb hatású kamarajátékokat, drámákat vitt színpadra, de idővel színesebb és látványos, zenés darabokkal is bővült a repertoárja. Mára műsorán szinte minden műfaj képviselteti magát, a zenés játékoktól és a gyerekelőadásoktól kezdve a vígjátékon át egészen a tragédiáig.
Repertoárján szerepel a Játszd újra, Sam! (szerző: Woody Allen) – első bemutatója hazánkban 1983-ban volt –, és A dzsungel könyve című musical is.

## Fontosabb bemutatott darabok
- Egy őrült naplója, 1967, rendezte: Horvai István, szereplő: Darvas Iván
- Furcsa pár, 1968, rendezte: Várkonyi Zoltán (színművész), főbb szereplők: Tomanek Nándor, Bárdy György
- Adáshiba, 1970, rendezte: Várkonyi Zoltán, főbb szereplők: Páger Antal (színművész), Bulla Elma, Béres Ilona, Ernyey Béla, Halász Judit (színművész), Nagy Gábor (színművész)
- Macskajáték, 1971, rendezte: Székely Gábor (rendező), főbb szereplők: Sulyok Mária, Bulla Elma, Simor Erzsi, Halász Judit, Greguss Zoltán
- Vérrokonok, 1974, rendezte: Várkonyi Zoltán, főbb szereplők: Mensáros László, Tomanek Nándor, Ruttkai Éva, Tahi Tóth László
- Eredeti helyszín, 1976, rendezte: Horvai István, főbb szereplők: Sulyok Mária, Farkas Antal (színművész), Bánki Zsuzsa (színművész), Miklósy György
- Pisti a vérzivatarban, 1979, rendezte: Várkonyi Zoltán, főbb szereplők: Tordy Géza, Balázs Péter (színművész), Garas Dezső, Szombathy Gyula, Gobbi Hilda
- Deficit, 1979, rendezte: Horvai István, főbb szereplők: Szilágyi Tibor (színművész), Bánsági Ildikó, Reviczky Gábor, Béres Ilona
- Equus (színmű), 1980, rendezte: Kapás Dezső, főbb szereplők: Páger Antal, Gálffi László, Kútvölgyi Erzsébet
- Az Elefántember, 1981, rendezte: Kapás Dezső, főbb szereplők: Hegedűs D. Géza, Gáspár Sándor (színművész), Kovács János (színművész), Béres Ilona
- Kőműves Kelemen, 1982, rendezte: Marton László (rendező), főbb szereplők: Hegedűs D. Géza, Kovács Nóra
- Farsang, 1982, rendezte: Gothár Péter?, főbb szereplők: Pap Vera, Kern András
- Tangó, 1985, rendezte: Kapás Dezső, főbb szereplők: Darvas Iván, Ruttkai Éva, Páger Antal, Gobbi Hilda mv., Eszenyi Enikő, Gálffi László, Szilágyi Tibor
- Találkozás, 1985, rendezte: Valló Péter, főbb szereplők: Ruttkai Éva, Hegedűs D. Géza
- Rémségek kicsiny boltja
- A kopasz énekesnő
- Veszedelmes viszonyok
- Ki lesz a bálanya?
- Arzén és levendula, 1986, rendezte: Kapás Dezső; főbb szerepekben: Bánki Zsuzsa, Tábori Nóra, Rudolf Péter, Bács Ferenc
- Jóccakát, anya. Tábori Nóra, Kútvölgyi Erzsébet
- Kinek az ég alatt már senkije sincsen, rendezte: ifj. Vidnyánszky Attila